# Vieselbach

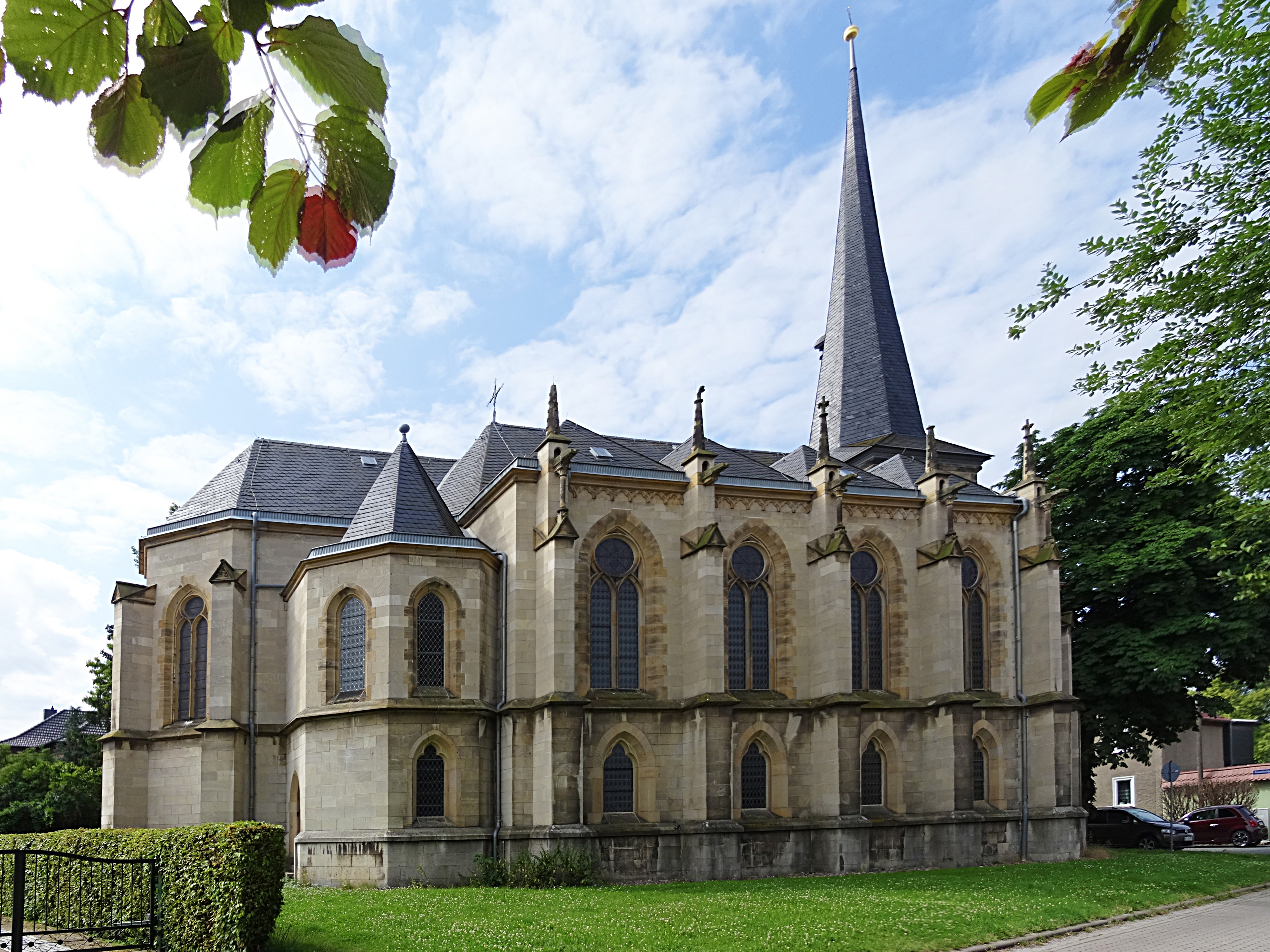
Église de la Sainte-Croix de Vieselbach.

Vieselbach est une banlieue d'Erfurt, en Allemagne, intégrée à la municipalité d'Erfurt depuis le 1er juillet 1994. Elle se trouve à 7 km à l'est du centre-ville et comptait 2 170 habitants au 31 décembre 2015.
Elle tient son nom de la rivière Vieselbach qui la traverse et qui est un affluent de la Gramme.

## Histoire
Le village de Vieselbach existe depuis le Xe siècle. Il devient au XIe siècle le siège du comté de Vieselbach qui possède dix-sept village voisins. La famille von Gleichen est à la tête du comté au Moyen-Âge et fait bâtir un château-fort sur une hauteur, dénommée depuis le Schlossberg. Il est détruit au XIVe siècle.
À la fin de la Guerre de Trente Ans, le village ne comptait plus que cent habitants. À partir de 1664, Vieselbach avec Erfurt font partie de l'Électorat de Mayence et après 1802 du Royaume de Prusse. Mais en 1806, Vieselbach entre dans la nouvelle principauté d'Erfurt, dépendant directement de l'autorité de Napoléon. Après le Congrès de Vienne de 1815, le village rejoint le grand-duché de Saxe-Weimar-Eisenach, puis de l'État de Thuringe en 1920. Le village est relié par le chemin de fer depuis 1847. En 1910, il comptait 1 210 habitants.
En avril 1945, l'armée américaine atteint Vieselbach et Erfurt. Elle laisse la place à l'Armée rouge en juillet suivant. Vieselbach fait ensuite partie de la République démocratique allemande. En 1994, il est rattaché à Erfurt.

## Personnalités
- Hermann Kiese (1865-1923), rosiériste